# Ammospirata
Ammospirata es un género de foraminífero bentónico de la subfamilia Vulvulininae, de la familia Spiroplectamminidae, de la superfamilia Spiroplectamminoidea, del suborden Spiroplectamminina y del orden Lituolida. Su especie tipo es Pavonina mexicana. Su rango cronoestratigráfico abarca desde el Eoceno superior hasta el Oligoceno.

## Discusión
Clasificaciones previas incluían Ammospirata en el suborden Textulariina del Orden Textulariida, o en el orden Lituolida sin diferenciar el suborden Spiroplectamminina.

## Clasificación
Ammospirata incluye a las siguientes especies:
- Ammospirata kiscelliana †
- Ammospirata mexicana †

Otra especie considerada en Ammospirata es:
- Ammospirata levyensis †, de posición genérica incierta